# Alexander von Zemlinsky
Alexander von Zemlinsky (Viena, 14 de octubre de 1872 – Larchmont, Nueva York, 16 de marzo de 1942) fue un compositor y director de orquesta austríaco.

## Vida
El padre de Alexander, Adolf, provenía de una familia católica, de raíces húngaras; y por otro lado su madre, era descendiente de una familia sefardí de ascendencia bosnia. La partícula “von” del apellido paterno se la añadió Adolf Zemlinsky para hacer sonar su apellido más aristocrático.
Estudió piano y composición en el Conservatorio de Viena hasta 1889.
En 1900 se enamoró de Alma Schindler, sin embargo debido a la presión de la familia de Alma, el noviazgo se rompió. Dos años más tarde, Alma se convirtió en la esposa de Gustav Mahler. En 1907 se casó con Ida Guttmann pero el matrimonio fracasó al estar marcado por las constantes infidelidades de ambos cónyuges.
En 1933, y dado el origen judío de su madre, los nazis clasificaron a Zemlinsky como “H” Halbjuden (medio judío) y su obra fue a engrosar la lista del entartete Kunst (Arte degenerado). Zemlinsky se vio obligado a emigrar a Viena donde mandó construir una elegante mansión al arquitecto Walter Loos, en el exclusivo barrio de Grinzing.
En 1938 se exilió a Estados Unidos, donde vivió sus últimos años, gravemente enfermo, falleciendo en marzo de 1942 a causa de un infarto de miocardio.

## Carrera

### Como director de orquesta
En 1900 fue nombrado director del Karlstheater de Viena, en 1906 director de orquesta de la Volksoper y en 1908 de la Hofoper. Tras un breve paso por la orquesta de Mannheim en 1909, asumió de nuevo la dirección de la Volksoper de Viena. Posteriormente dirigió el Deutsches Landestheater de Praga (1911) y la Deutsche Musikakademie (1920).
El 31 de enero de 1929 murió su esposa Ida y el 4 de enero del año siguiente, se casó con Luise Sachsel, 29 años más joven que él, siendo este segundo matrimonio mucho más feliz y equilibrado que el primero.
De 1927 a 1932 compartió la dirección de la Ópera Kroll de Berlín junto a Otto Klemperer.

### Como profesor de música
Fue maestro de Arnold Schönberg, que más tarde se convirtió en su cuñado al casarse en 1901 con Mathilde von Zemlinsky, y ejerció una cierta influencia sobre los músicos de la Segunda Escuela de Viena. También fue maestro de Erich Wolfgang Korngold, a quien dijo, cuando Korngold tenía 12 años,  que ya no tenía nada que enseñarle.

### Como compositor
Zemlinsky es un compositor cuyas obras, tras largos años silenciadas, olvidadas o ignoradas, volvieron e ser de interés del público a finales del siglo XX. No cabe duda de que fue un gran compositor, y fue uno de los muchos autores de tránsito entre los últimos coletazos del romanticismo y la música contemporánea; en su caso, un eslabón que une, por un lado, el impresionante sinfonismo de Mahler y la grandiosidad de Richard Strauss con, asimismo, la Segunda Escuela de Viena.
No escribió obras estrictamente dodecafónicas, aunque escuchando algunas de ellas podamos advertir una clara tendencia atonal que anuncia a Schönberg y a Berg. Siempre teniendo en cuenta la tonalidad tradicional heredada del romanticismo de Brahms y el cromatismo de Wagner. Por tanto, la música de Zemlinsky seduce por una intensidad expresiva que le convierte en un genuino expresionista y en un compositor de una marcada personalidad.
En vida fue un auténtico incomprendido, pero no como director de orquesta (algo así como le pasó a Mahler), y durante un tiempo se le recordó casi exclusivamente por haber sido el maestro de Schönberg y de Korngold. 
Su composición más conocida es probablemente la Sinfonía lírica o Lyrische Symphonie, compuesta en 1923. Es un trabajo para orquesta, soprano y barítono en siete movimientos, basado en los poemas del bengalí Rabindranath Tagore cantados en alemán. Esta sinfonía lírica fue muy influenciada por la Suite lírica de Alban Berg, dedicada a Zemlinsky. 
Entre sus óperas la más conocida es Una tragedia florentina o Eine florentinische Tragödie, compuesta en 1917 y con libreto basado en la obra de teatro homónima de Oscar Wilde traducida al alemán. También son recomendables Es war einmal (Érase una vez) o Der Zwerg (El enano).

## Catálogo de obras
Escribió ocho óperas —Sarema (1897), Es war einmal (1900), Der Traumgörge (1906), Kleider machen Leute (1910), Eine florentinische Tragödie (1917), Der Zwerg (1922), Der Kreidekreis (1933) y Der König Kandaules (1938)—, música de cámara, lieder, algunos coros, tres sinfonías y una sinfonieta.
| Año     | Opus    | Obra | Tipo de obra                   | Duración |
| ------- | ------- | --- | ------------------------------ | -------- |
| 1887    | s. op.  | Sonata [n.º 1], en Sol, para piano | Música solista (piano)         | -        |
| 1889    | s. op.  | Scherzo, para piano | Música solista (piano)         | -        |
| 1889    | s. op.  | Nocturnes, para piano | Música solista (piano)         | -        |
| 1889    | s. op.  | Romanze, para violín y piano | Música solista (dúo)           | -        |
| 1889/95 | s. op.  | 17 early songs, voces y piano | Música vocal (piano)           | -        |
| 1890    | s. op.  | Sonata [n.º 2], en do, para piano | Música solista (piano)         | -        |
| 1891    | s. op.  | Symphony [n.º 1] (fragmento) | Música orquestal (sinfonía)    | -        |
| 1891    | s. op.  | Zwei Stücke, para piano a 4 manos | Música solista (piano)         | -        |
| 1891    | s. op.  | Drei Stücke, para piano | Música solista (piano)         | -        |
| 1891    | s. op.  | Vier Miniaturen, para piano | Música solista (piano)         | -        |
| 1891    | s. op.  | Drei leichte Stücke, para piano | Música solista (piano)         | -        |
| 1892    | Opus 01 | Ländliche Tänze [Danzas populares], para piano | Música solista (piano)         | 14:50    |
| 1892    | s. op.  | Terzet, para trío de cuerdas | Música de cámara (trío)        | -        |
| 1892/93 | s. op.  | Symphony [n.º 2] | Música orquestal (sinfonía)    | 45:30    |
| 1893    | s. op.  | Vier Balladen, para piano | Música solista (piano)         | 13:45    |
| 1893    | s. op.  | Cuarteto de cuerda | Música de cámara (cuarteto)    | -        |
| 1893/95 | s. op.  | Sarema (Gottschall) (o La Rosa del Cáucaso) [Munich, Hof, 10 oct 1897], ópera                                                                                                   | Música de ópera                | -        |
| 1894/96 | s. op.  | Quinteto de cuerda, para 2 violines, 2 violas, violonchelo (mov. 2-3 perdidos)                                                                                                  | Música de cámara (cuarteto)    | -        |
| 1895    | s. op.  | Albumblatt, para piano | Música solista (piano)         | 02:45    |
| 1895    | s. op.  | Suite, para violín y piano | Música solista (dúo)           | -        |
| 1895    | s. op.  | Minnelied [Canto de amor], para TTBB, 2 flautas, 2 trompas y hp. | Música coral (instrumentos)    | 05:00    |
| 1895    | s. op.  | Orientalisches Sonett (H. Grasberger), para voz y piano | Música vocal (piano)           | -        |
| 1895    | s. op.  | Suite, para orquesta | Música orquestal               | -        |
| 1895/96 | Opus 02 | [13] Lieder (Heyse, T. Storm, Goethe y otros), 2 vols., para voz y piano | Música vocal (piano)           | -        |
| 1896    | Opus 03 | Trio, para clarinete, chelo y piano | Música de cámara (trío)        | 26:20    |
| 1896    | Opus 04 | Cuarteto de cuerda n.º 1 | Música de cámara (cuarteto)    | 27:00    |
| 1896    | s. op.  | Hochzeitsgesang [Canto nupcial, sobre versos del Salm 118], para tenor, coro y órgano                                                                                           | Música coral (órgano)          | 03:20    |
| 1896    | s. op.  | Waldgespräch (J.F. von Eichendorff), para soprano, 2 trompas, hp y cuerdas | Música vocal (instrumentos)    | 07:30    |
| 1896    | s. op.  | Geheiminis [Secretos], para SATB y cuerdas | Música coral (instrumentos)    | 01:30    |
| 1896    | s. op.  | Frühlingsglaube (El entierro de la primavera), para soprano, barítono, coro mixto y orquesta                                                                                    | Música coral (orquesta)        | 24:20    |
| 1896    | s. op.  | Skizze, para piano | Música solista (piano)         | 02:30    |
| 1896    | s. op.  | Nun schwillt der See so bang (P. Wertheimer), para voz y piano | Música vocal (piano)           | -        |
| 1896    | s. op.  | Süsse, süsse Sommernacht (A. Lynx), para voz y piano | Música vocal (piano)           | 01:30    |
| 1896/97 | Opus 05 | [8] Gesänge (Heyse, D. von Liliencron y otros), 2 vols., para voz y piano | Música vocal (piano)           | -        |
| 1897    | s. op.  | Symphony [n.º 3] | Música orquestal (sinfonía)    | -        |
| 1897    | s. op.  | Der Tag wird kühl (P. Heyse), para voz y piano | Música vocal (piano)           | -        |
| 1897/99 | s. op.  | Es war einmal (según H. Drachmann) [Erase una vez] [Viena, Hof, 22 Jan 1900], ópera                                                                                             | Música de ópera                | 104:00   |
| 1898    | Opus 09 | Fantasien über Gedichte von Richard Dehmel, para piano | Música solista (piano)         | 11:00    |
| 1898/99 | Opus 07 | Irmelin Rose und andere Gesänge (C. Morgenstern, Dehmel, J.P. Jacobsen, P. Wertheimer), para voz y piano.                                                                       | Música vocal (piano)           | -        |
| 1899    | Opus 06 | [6] Walzer-Gesänge on Tuscan folk lyrics, para voz y piano | Música vocal (piano)           | -        |
| 1899    | Opus 08 | Turmwächterlied und andere Gesänge (Jacobsen, Liliencron), para voz y piano | Música vocal (piano)           | -        |
| 1900    | s. op.  | Salmo LXXXIII, para soprano alto, tenor, barítono, SATB y orquesta | Música coral (orquesta)        | 14:00    |
| 1900/1  | Opus 10 | Ehetanzlied und andere Gesänge (O. Bierbaum, Morgenstern y otros), para voz y piano                                                                                             | Música vocal (piano)           | -        |
| 1900/1  | s. op.  | Zwei Gesang, para barítono y orquesta (orc. A. Beaumont) | Música vocal (orquesta)        | -        |
| 1901    | s. op.  | In der Sonnesgasse (A. Holz), para voz y piano | Música vocal (piano)           | -        |
| 1901    | s. op.  | Ein Lichtstrahl (mime drama con piano (O. Geller) | Música teatral                 | 17:35    |
| 1901    | s. op.  | Menuett: Das gläserne Herz, para piano | Música solista (piano)         | 01:10    |
| 1901    | s. op.  | Ein Tanzpoem (parte separada de «Der Triumph der Zeit» (Hofmannsthal), mov. 2)                                                                                                  | Música orquestal               | 35:20    |
| 1901    | s. op.  | Drei Ballettstücke, del «Der Triumph der Zeit», para orquesta | Música orquestal               | -        |
| 1901    | s. op.  | Herr Bombardil (R.A. Schröder), para voz y piano | Música vocal (piano)           | -        |
| 1901/2  | s. op.  | Die Seejungfrau [La sirenita], suite sinfónica basada en el cuento Den lille Havfrue de H.C. Andersen                                                                           | Música orquestal (suite)       | 47:00    |
| 1901/4  | s. op.  | Der Triumph der Zeit (Hofmannsthal), (acto 2 separado como «Ein Tanzpoem» [Zürich, 19 de enero de 1992], ballet                                                                 | Música de ballet               | -        |
| 1903    | s. op.  | Es war ein alter König (H. Heine), para voz y piano | Música vocal (piano)           | -        |
| 1903    | s. op.  | Maiblumen blühten berall (Dehmel), para soprano, 2 violines, 2 violas y 2 violonchelos. | Música vocal (instrumentos)    | 10:20    |
| 1903    | s. op.  | Drei Stücke, para piano a 4 manos | Música solista (piano)         | -        |
| 1903/6  | s. op.  | Der Traumgörge (Feld) [Görge el soñador] [Núremberg, 11 de octubre de 1980], ópera                                                                                              | Música de ópera                | 110:00   |
| 1904    | s. op.  | Über eine Wiege (D. von Liliencron), para voz y piano | Música vocal (piano)           | -        |
| 1904    | s. op.  | Mädel, kommst du mit zum Tanz? (Feld), para voz y piano | Música vocal (piano)           | -        |
| 1905    | s. op.  | Schlummerlied (R. Beer-Hofmann), para voz y piano | Música vocal (piano)           | -        |
| 1907    | s. op.  | Fünf Lieder (Dehmel), para voz y piano | Música vocal (piano)           | -        |
| 1907    | s. op.  | Zwei Balladen (V. Klemperer, H. Amann), para voz y piano | Música vocal (piano)           | -        |
| 1907/0  | s. op.  | Kleider machen Leute (Feld, según G. Keller) [Viena, Volksoper, 2 dic 1910 - rev. 1922 (preludio y 2 actos), Praga, Deutsches Landestheater, 20 de abril de 1922], ópera cómica | Música de ópera                | -        |
| 1910    | Opus 14 | Salmo XXIII, para SATB y orquesta | Música coral (orquesta)        | 11:00    |
| 1910    | Opus 12 | Opus 12 | -                              | -        |
| 1910    | Opus 11 | Opus 11 | -                              | -        |
| 1910/13 | Opus 13 | [6] Gesänge (M. Maeterlinck), para mezzo/barítono y piano [orq. 1913, 1922] | Música vocal (piano)           | 21:00    |
| 1912    | s. op.  | Aurikelchen [Auriculares] (R. Dehmel), para SSAA | Música coral (capella)         | 70:00    |
| 1913/15 | s. op.  | Cymbeline Suite (música incidental según W. Shakespeare) | Música teatral                 | 17:00    |
| 1913/15 | Opus 15 | Cuarteto de cuerda n.º 2 | Música de cámara (cuarteto)    | 41:40    |
| 1915/16 | Opus 16 | Eine florentinische Tragödie (Wilde, trad. M. Meyerfeld) [Stuttgart, Hof, 30 de enero de 1917], ópera                                                                           | Música de ópera                | 54:00    |
| 1916    | s. op.  | Harmonie des Abends (C. Baudelaire, trans. A. Englert), para voz y piano | Música vocal (piano)           | -        |
| 1916    | s. op.  | Die Beiden (Hofmannsthal), para voz y piano | Música vocal (piano)           | -        |
| 1916    | s. op.  | Noch spür ich ihren Atem (Hofmannsthal), para voz y piano | Música vocal (piano)           | -        |
| 1916    | s. op.  | Hörtest du denn nicht hinein (Hofmannsthal), para voz y piano | Música vocal (piano)           | -        |
| 1920/21 | Opus 17 | Der Zwerg - Der Geburstag der Infantin [El enano] (basada en un cuento de Oscar Wilde, «El cumpleaños de la infanta») [Colonia, Neues, 28 de mayo de 1922], ópera               | Música de ópera                | -        |
| 1922/23 | Opus 18 | Lyrische Symphonie (R. Tagore), para soprano, barítono y orquesta | Música orquestal (sinfonía)    | 47:00    |
| 1924    | Opus 19 | Cuarteto de cuerda n.º 3 | Música de cámara (cuarteto)    | 26:00    |
| 1927    | s. op.  | Zwei Sätze (Movements, para cuarteto de cuerdas | Música de cámara (cuarteto)    | 15:30    |
| 1930/32 | Opus 21 | Der Kreidekreis [El círculo de tiza] (según Klabund) [Zürich, Stadt, 14 de octubre de 1933], ópera                                                                              | Música de ópera                | -        |
| 1933    | s. op.  | Und einmal gehst du (Eigner), para voz y piano | Música vocal (piano)           | -        |
| 1934    | Opus 23 | Sinfonietta | Música orquestal (sinfonietta) | 22:00    |
| 1934    | s. op.  | Das bucklichte Männlein (del «Des Knaben Wunderhorn»), para voz y piano | Música vocal (piano)           | -        |
| 1934    | Opus 22 | Sechs Lieder (Morgenstern, Goethe y otros), para voz y piano | Música vocal (piano)           | -        |
| 1935    | s. op.  | Ahnung Beatricens (Franz Werfel), para voz y piano | Música vocal (piano)           | -        |
| 1935    | Opus 20 | Symphonische Gesänge (Cantos sinfónicos) | Música orquestal (sinfonía)    | 18:00    |
| 1935    | Opus 24 | Salmo XIII, para SATB y orquesta | Música coral (orquesta)        | 14:00    |
| 1935/38 | s. op.  | Der König Kandaules [El rey Candaulo], ópera (Gide, traducción F. Blei), [orquestación completada por A. Beaumont, 1993; Hamburgo, Staatsoper, 6 de octubre de 1996]            | Música de opera                | 130:00   |
| 1936    | Opus 25 | Cuarteto de cuerda n.º 4 (Suite) | Música de cámara (cuarteto)    | 26:00    |
| 1936    | Opus 26 | Opus 26 | -                              | -        |
| 1937    | Opus 27 | Zwölf Lieder (S. George, Kalidasa, Goethe y otros), para voces y piano | Música vocal (piano)           | -        |
| 1939    | s. op.  | Hunting Piece, para 2 trompas y piano | Música solista (trío)          | -        |
| 1939    | s. op.  | Three Songs (I. Stein-Firner, trad. A. Matullath), para voces y piano | Música vocal (piano)           | -        |
| 1939    | s. op.  | Humoreske, para quinteto de vientos | Música solista (conjunto)      | 04:30    |